# Milenko Zorić
Pour les articles homonymes, voir Zorić.
Milenko Zorić est un kayakiste serbe né le 2 avril 1989 à Sanski Most. Il a remporté avec Marko Tomićević la médaille d'argent en K2 1000 mètres aux Jeux olympiques d'été de 2016 à Rio de Janeiro.